# نصب بيكولي
بيكولي

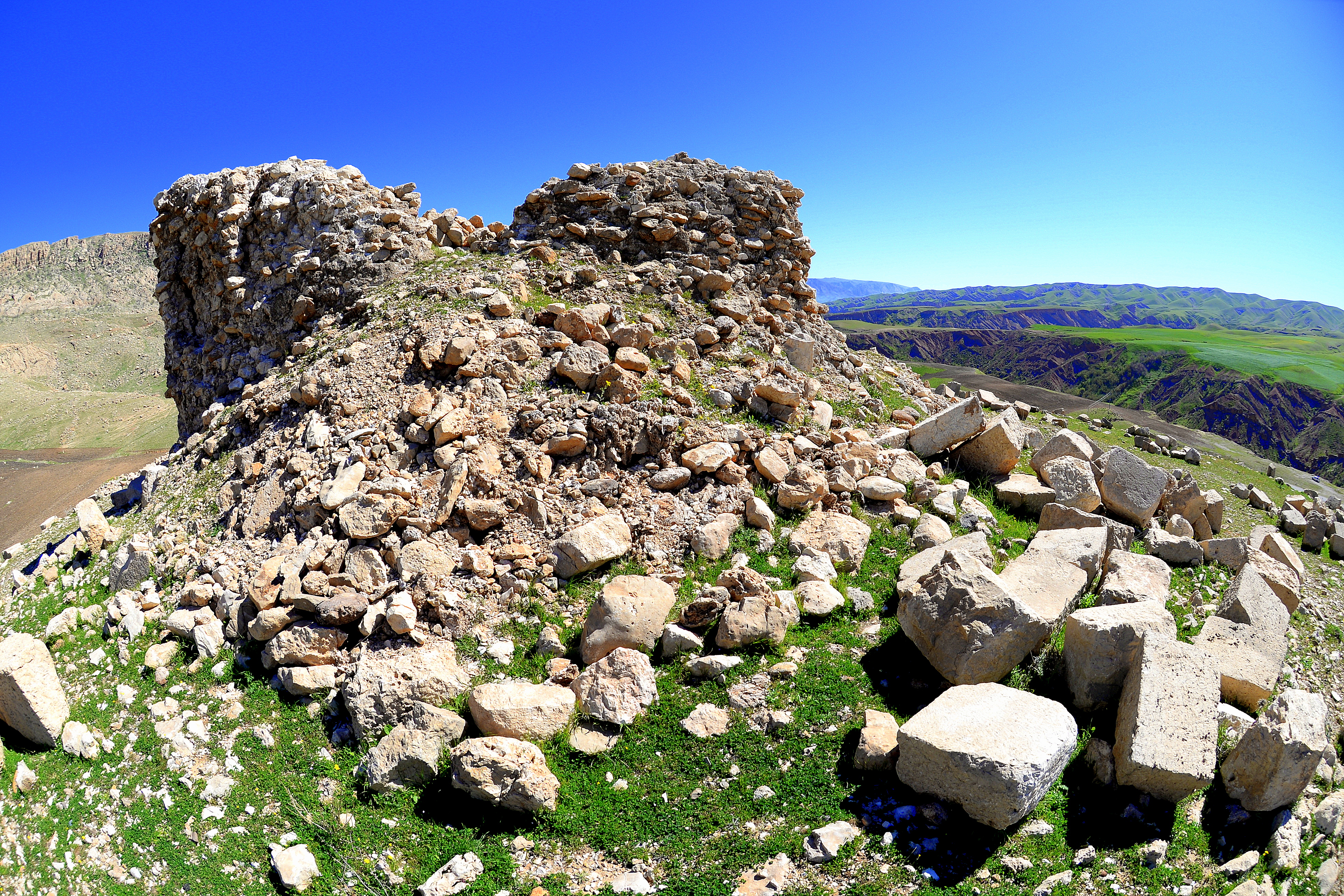
برج بيكولي

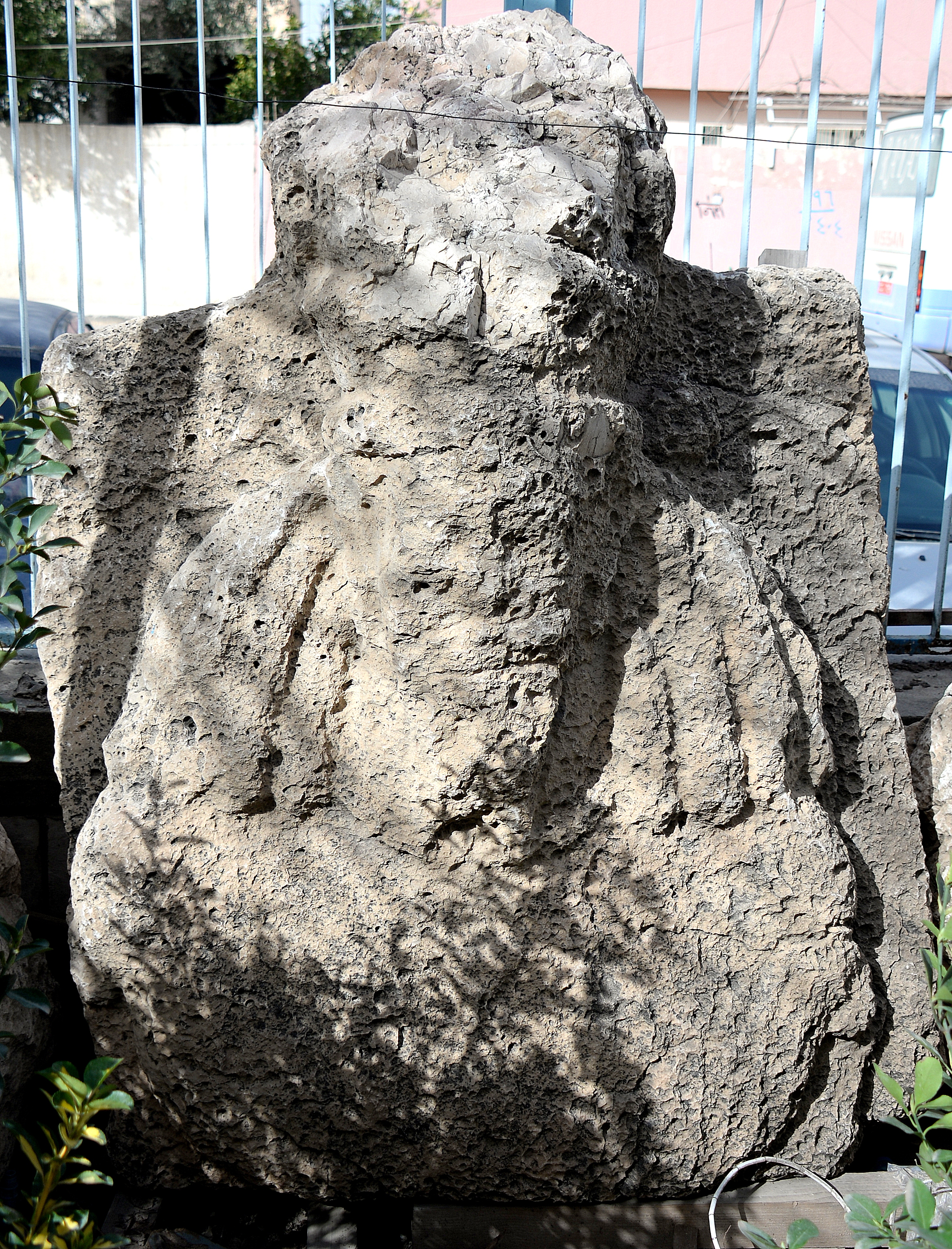
تمثال الملك الساساني نرسي

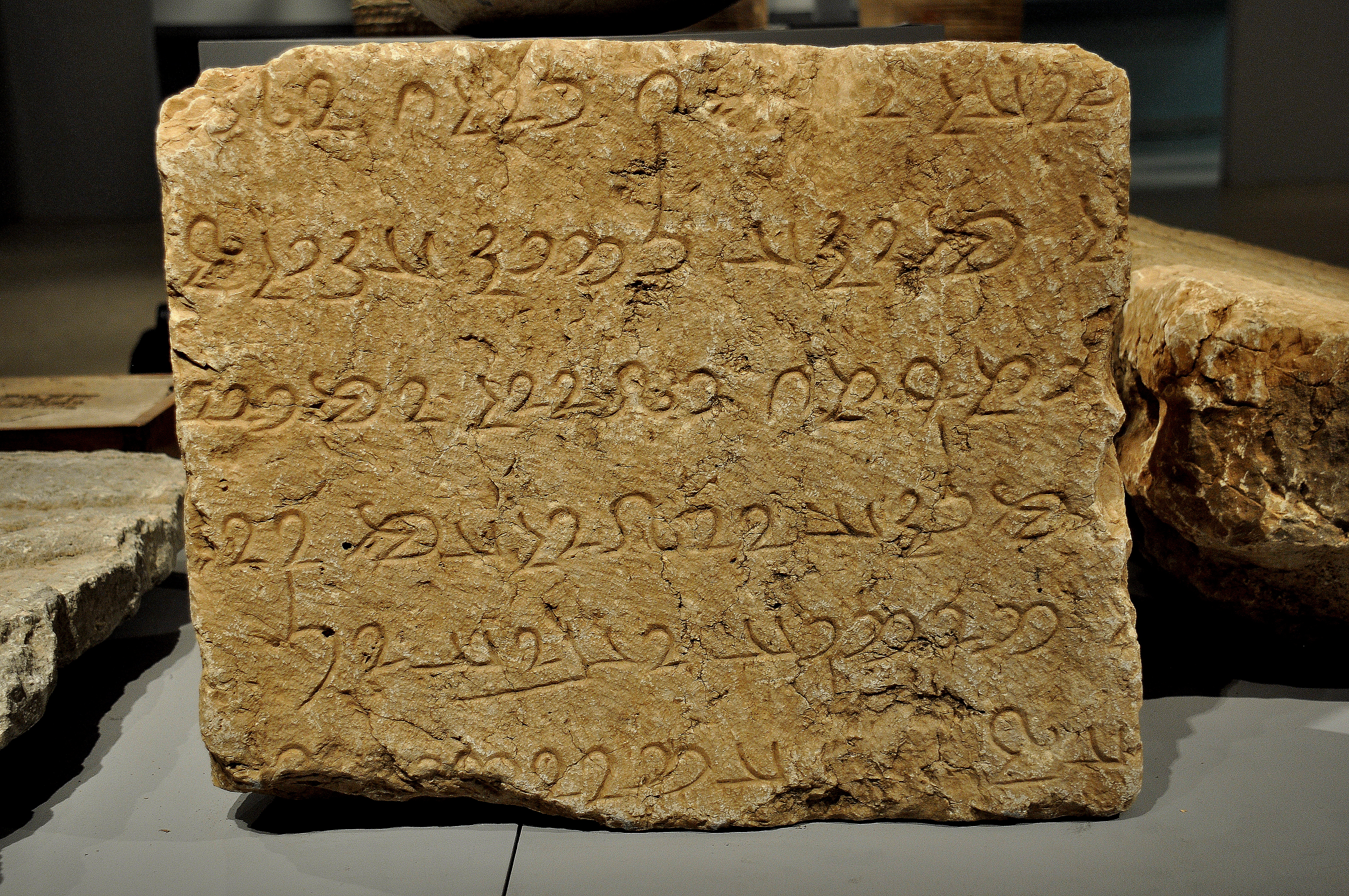
نقش على حجر في نصب بيكولي

نصب أثري قديم يقع في محافظة السليمانية في شمال العراق على السفح الغربي لجبال قره داغ، عند الفتحة المعروفة باسم دربند بيكولي بحوالي 8 كيلومترات من الضفة اليمنى لنهر ديالى. ان أول من اكتشف هذا النصب الباحث الإنكليزي رولنسن عام 1844م، وزاره المستشرق هرزفلد في الأعوام 1911، 1913، 1923م، واستنسخ كتاباته. ثم زاره الموظفون في دائرة الآثار العراقية في تموز 1954م، وقد سلكوا اليه طريق كفري -بيباز ومنها إلى قرية بنكلا، ثم على ظهور الخيل عبر جبل تولي بابا عمر، إلى قرية بيسكان فقرية بركل التي يشاهد الأثر منها. كان هذا النصب في الأصل برجاً لم يبق منه غير القسم الأسفل. لقد شيدت الوجوه الأربعة للبرج بالواح الحجر المهندمة، ونحتت صورة الملك الساساني نرسي الذي حكم بلاد الرافدين من (293-302 للميلاد) وهو من أمر ببناء هذا النصب، ووضع صورته في وجوه البرج الأربعة، ونقشت على الوجهين الشمالي الشرقي والجنوبي الغربي نصوص بالخط الآرامي باللغة الفارسية بفرعيها الفرثي والبهلوي الساساني. وموقع بيكولي في ممر يبلغ إرتفاعه 1700 قدم، وهو على الطريق العام الذي تستعمله قبائل الجاف في هجراتها وتنقلاتها عبر جبال قره داغ، ويظن انه الطريق التأريخي إلى سهل شهرزور من بلاد بابل الذي هو أقرب الفتحات الموجودة في جبال قره داغ إلى السهل الجنوبي.
أما الاسم بيكولي فأصله بيكوله، وهو اسم نوع من النباتات الشوكية الواطئة التي تحتوي على أشواك مدببة بحجم حبة الحمص تقريباً، وتسمع باللغة العامية العربية (گطب). ويرى توفيق فهمي ان كلمة بيكلي لابد ان تكون آرية، ولعلها من بيكر (piker) أي الهيكل أو الصورة المجسمة. ويطلق الكرد اسم بيكلي على موقع الأثر، ويسمون الأثر نفسه (بدخالة) أي بيت الصنم. وفي عام 2007م، تمكن أستاذ الآثار الإيطالي البروفيسور جان فيليبو من جامعة روما سابينزا بالتعاون مع خبراء الآثار في السليمانية من استخراج ونقل أكثر من مائة وعشرين لوحة حجرية، إلى متحف السليمانية على مراحل، وقراءة ما كتب عليها، ومما كتب على إحدى تلك اللوحات مايلي: عندما وصلنا إلى آسوريستان تم إنشاء هذا النصب التذكاري، الأمراء والنبلاء واصحاب الأملاك حضروا جميعاً لمقابلتنا.